# Бернал Дијаз дел Кастиљо
Бернал Дијаз дел Кастиљо (шп. Bernal Díaz del Castillo; Медина дел Кампо, око 1496. — Антигва Гватемала, око 1584), био је шпански конкистадор и хроничар.

## Биографија
Бернал Дијаз дел Кастиљо је рођен око 1496. године у истакнутој породици која је тада живела у шпанском граду Медина дел Кампо. Имао је бар једног старијег брата, а њихов отац је био регидор, то јест градски већник. Као млађи син без наследства, како би искушао срећу и покушао да се обогати, Бернал је отпловио у Нови свет са експедицијом коју је 1514. године предводио Педраријас Давила. У то време имао је око 20 година. Сам је тврдио да је првобитно отишао у Панаму, где је преживео много непогода. Године 1517. учествовао је у експедицији Франсиска Ернандеза де Кордобе на Карибима. Експедиција се завршила неуспешно, али током исте откривено је полуострво Јукатан. Следеће године, у експедицији Хуана де Грихалве, Бернал је поново отишао на Јукатан, а након тог путовања новооткривена земља је названа Нова Шпанија.
По повратку на Кубу, придружио се експедицији Ернана Кортеса, који се спремао на освајање Мексика, а за вођу групе у којој се налазио Дијаз дел Кастиљо изабран је Педро де Алварадо. Резултат овог војног похода био је пад царства Астека 1521. године. Бернал Дијаз дел Кастиљо записивао је своје утиске и на крају направио књигу Права историја освајања Нове Шпаније (шп. Historia verdadera de la conquista de la Nueva España), која представља један од најзначајнијих историјских докумената из 16. века.
Године 1544, Бернал се оженио Терезом, ћерком једног од конкистадора. После венчања, два пута се враћао у Шпанију, а 1550. године био је на чувеном састанку у Ваљадолиду, посвећеном ропству Индијанаца. Након неколико неуспешних покушаја да се пензионише, године 1551. именован је за гувернера града Сантијаго де лос Кабаљерос, данашњег града Антигва Гватемала. Умро је у свом новом дому у Гватемали, а сахрањен је у локалној катедрали, која је сада уништена.

## У популарној култури
Бернал Дијаз се појављује као један од протагониста у шпанско-мексичкој серији Ернан из 2019. кодине.